# Охорона тилу
Охорона та оборона тилу — у військовій справі — вид охорони в сухопутних військах, комплекс заходів, що проводяться в метою заборони раптового нападу наземного і повітряного противника на тилові об'єкти, а також дії щодо відбиття його ударів; складова частина комплексу заходів по досягненню живучості тилу.

## Зміст
З метою охорони усіх тилових об'єктів організовується безпосередня охорона, вартова служба, сторожова охорона, виділяються підрозділи (команди) для супроводу транспортів, вживаються заходи щодо обмеження пересування місцевого населення в районах розташування тилових об'єктів і на шляхах сполучення. В інтересах оборони тилу створюється система спостереження та оповіщення про загрозу нападу повітряного та наземного противника; визначається порядок збору і дій особового складу органів тилу по бойовій тривозі; призначаються чергові підрозділи і спеціальні команди для боротьби з диверсійними групами і повітряними десантами противника; визначаються рубежі (позиції) оборони; здійснюються їх інженерне обладнання, заходи щодо маскування тилових об'єктів, особливо від повітряного противника; передбачається прикриття колон тилу при їх русі.
Охорона та оборона тилу здійснюється силами і засобами тилових підрозділів, частин та установ, а оперативного тилу, крім того, — спеціальними військами охорони тилу. Для відбиття нападу противника залучаються також бойові обслуги і екіпажі військової техніки, що перебуває в ремонті, а також легкопоранені і хворі, здатні вести бій.
У разі необхідності для оборони тилу виділяються підрозділи і частини зі складу військ. Протиповітряна оборона тилу забезпечується силами зі складу загальної системи ППО військ (сил), а також своїми власними силами і засобами. Для прикриття найважливіших тилових об'єктів можуть виділятися підрозділи і частини військ ППО.
Охорона та оборона тилу організовується заступником командувача (командира) з тилу на основі вказівок командувача (командира). За часів Другої світової війни в Червоній армії охорона оперативного тилу покладалася на начальника охорони тилу, у розпорядження якого виділялися з'єднання і частини НКВС, прикордонних військ, підрозділи охорони залізничних споруд, загони міліції, конвойні та інші частини.
У Збройних силах багатьох країн для охорони тилу, крім сил і засобів частин і підрозділів тилового забезпечення, залучаються частини і підрозділи військової поліції і територіальних військ. Відповідальність за охорону та оборону тилу в зоні комунікацій військ НАТО несе командування тилу ТВД, а в зоні бойових дій — відповідні командири і командування тилу.